# Garrigolas
Garrigolas (en catalán y oficialmente  Garrigoles) es un municipio español de la comarca del Bajo Ampurdán, en la provincia de Gerona, Cataluña, situado al norte de la comarca, en el límite con la del Alto Ampurdán.

## Demografía
Garrigolas cuenta con una población de 185 habitantes (INE 2024).
| Gráfica de evolución demográfica de Garrigolas entre 1842 y 2021                                                    |
| |
| Población de derecho según los censos de población del INE Población de hecho según los censos de población del INE |

## Economía
Agricultura de secano y ganadería.